# 聾女美華事件
聾女美華事件是指2021年在香港發生的一起事件。該事件涉及一位名叫美華的聾女，在她的父親去世後，她的租者置其屋被一名女性保安佔據，導致她無處可歸。由於媒體廣泛報導此事，引起社會的關注。

## 背景
居住於長沙灣李鄭屋邨的聾女美華在父親去世後面臨困境。她發現父親早年所購買的公屋單位竟然被轉名給大廈的女保安員。更令她感到心寒的是，這位女保安員不僅不願意讓她繼續居住在該單位，還將她趕出家門。這使得美華每晚不得不在家門前露宿，只能抱着一堆家當度過夜晚。

## 事件經過
美華一直和父親同住多年，受到對方的照料。然而，在2017年，美華的父親不幸過世後，大廈的女保安阿娟憑著美華爸爸的遺囑繼承單位，並與兒子一起居住。據美華單位鄰居表示，2021年10月12日颱風「圓規」襲港，香港天文台於下午5時20分發出八號烈風或暴風信號，美華於地下通風空地以牆避風，情況讓鄰居不忍而向《東張西望》舉報事件，亦勸其返單位同層避暴風雨。
美華是一位聾人，曾通過香港手語接受無綫電視節目《東張西望》的訪問。她分享自己的居住情況，多年來一直和父母和兄長住在一起。在過去，他們曾透過政府的「租者置其屋」計劃購買這個單位，而父親是該單位的業主。然而，母親去世後，兄長搬離這個單位，只剩下美華和父親相依為命。
直到2017年，父親去世前21天，美華才發現父親在遺囑中將這個單位的業權贈予阿娟，使她成為唯一的繼承人，而作為子女的兄長和美華並沒有繼承權益。
根據報導，據稱阿娟對美華的態度不友善，多次推撞甚至造成她受傷。此外，阿娟還要求美華支付差餉、管理費及水電煤氣等費用，並隱含著讓美華搬離住處的意思。至2021年10月，阿娟的兒子更換門鎖，並拒絕給予美華鑰匙，因此美華無法進入自己的住所。
隨後，情節發生戲劇性的轉變。除了把單位的鑰匙交給美華外，阿娟還親自出門迎接她，並表示道歉：「對不起，我做得很錯，我做了一些真的不應該做的事情。」她還向美華鞠躬並跪地認錯。然而，美華並未接受她的道歉，阿娟懇求道：「我求求你，給我一個機會好嗎？」這種態度與之前的態度形成鮮明的對比。

## 各方反應

### 主持人

#### 阿娟的言論被指毫無人性
《東張西望》節目組成功聯絡到阿娟，但她堅決不願回來開門。她直言自己用真金白銀購買相關物業，聲稱已經完成買賣合約和過戶手續，但拒絕透露涉及的金額並不願展示合約，反而反問：「你有權看我的合約嗎？」 節目主持人林希靈問道：「你覺得美華的爸爸為什麼會把房子轉到你的名下，不管他的女兒有沒有地方住？」 阿娟回答道：「她的爸爸已經過世，如果你想知道，你可以去陰間問他。」 她還表示自己很慘，指責自己太仁慈，讓美華在房子裡住了四年，但她自己在這四年裡沒有好好地睡過一晚。在主持人不斷的追問下，阿娟最終關上門，拒絕接受採訪。阿娟的言論被指毫無人性。

### 鄰居

#### 趕走美華惹不滿
《東張西望》採訪許多鄰居，其中一些鄰居對於阿娟使用美人計來霸佔公屋表示不滿。他們認為阿娟趁著美華父親生病時下手，並質疑「一個保安有什麼理由要熬湯給業主喝」。不少街坊和大廈保安看到阿娟後，紛紛勸她先讓美華進屋，然後再慢慢處理家事。然而，阿娟卻反駁他們的建議，說「你不要跟我說話」，並要求他們向管理處反映。

#### 對社署社工做法有保留
有鄰居提到，他們曾聽到社會福利署的社工陳小姐告訴其他鄰居不要介入美華的事情。這位社工還表示：「事實上，女保安對美華很好，你們可以放心」。聽到這番話後，許多人對陳小姐的做法持保留態度。另外，也有鄰居指出，陳小姐在處理這個問題上似乎不太積極，並且不希望事情被搞得太大，否則這個事件就不會拖延這麼久。然而，美華本人也曾表示社工無法提供幫助。

### 網民

#### 《東張西望》報導
該節目播出後引起香港市民的廣泛關注。主持人林希靈的表現也成為網民關注的焦點。在節目中，她多次對阿娟提出質問，這使得阿娟多次無言以對。林希靈的表現受到網民的正面評價。
林希靈在個人社交平台上回憶當天採訪美華的情況，以及第二次再次採訪美華的一些細節。最後，她表示非常感動看到網民對美華的支持，並對他們的善良和正義之心表示感謝。她鼓勵美華要加油。

#### 促查遺囑
事件曝光後引起眾多網民的憤怒，他們認為有人涉嫌詐欺或侵佔業權，質疑「90幾歲的伯伯，為什麼要將房子交給一個非親非故的女人？」一些網民提醒美華，如果能夠證明父親在立遺囑時神智不清，就有可能爭取回業權，並希望有法律背景的人能給予她協助。
網民們提出一些疑點，認為美華可以繼續爭取業權，包括懷疑當年的遺囑是否涉及偽造或詐欺行為，並呼籲追究法律責任。如果有證據可以證明遺囑無效，就能夠奪回業權。另外，一些居住在公屋的網民認為，涉事單位是租置公屋，如果未繳納地價，就不能自由轉讓。阿娟自稱是以真金白銀購買，如果這涉及違法交易，則該交易無效。此外，阿娟在鏡頭前聲稱自己是付錢買樓，但土地註冊處的記錄卻顯示是遺產繼承，這引起一些人對她的說詞是否涉及欺詐美華的質疑。然而，對於推翻遺囑，一些大律師認為難度較大。

#### 促不接受阿娟道歉
《東張西望》曾播出阿娟道歉的預告片段後，引起許多網民的討論和留言。
在節目中，阿娟情緒激動地表達她的道歉，並表示希望能將美華視為自己的妹妹，並希望得到對方的原諒。她還承諾會搬到單位外陪對方度宿。然而，儘管阿娟的努力，美華並未接受這份道歉，並且拒絕交還單位。

#### 質疑阿娟演戲
有些網民對於阿娟的行為持有負面觀點，認為她的心態不良，早就在演戲。他們還質疑阿娟不應該將美華趕走，並懷疑在美華父親生前，他們之間是否有協議要照顧美華。然而，也有人反駁這些觀點，指出父母的遺產不一定要由子女繼承。
有些網民認為阿娟改變態度可能是因為她瞭解到事件的嚴重性。此外，有些人持有陰謀論觀點，特別是看到阿娟表情誇張的時候，認為她只是一名戲子。他們建議美華應該盡快取回業權，因為居住權和業權是兩回事。

### 藝人
羅泳嫻在社交平台發表言論：「讓她進入房屋並道歉，可能會有不好的後果，因為她可能正在賣房子，讓她暫時不要提告，儘快賣掉。」
鄭世豪也發表言論：嘲笑阿娟說「演得這麼好，看來要向她學習演戲」，並表示「今年的視后非她莫屬！把房子還給她吧」

### 大律師

#### 嚴康焯
大律師嚴康焯表示，根據法律規定，推翻遺囑是沒有時間限制的，因此美華隨時都可以提出申請，質疑遺囑的有效性。然而，嚴康焯也指出，如果要成功推翻遺囑，需要考慮多重因素，例如立遺囑時死者的心智狀態是否清晰，是否受到他人欺騙等。在美華的情況下，她並未在父親去世後的四年內對遺囑的有效性提出質疑，這可能增加成功推翻遺囑的難度。

#### 陸偉雄
大律師陸偉雄指出，根據美華出示的銀行存摺，可以證明2002年5月她真的提取十萬元款項。這一事實顯示，在她父母早年購入該單位時，她曾出資十萬元，佔當時樓價的三分之一。從理論上講，這意味著她應該擁有該單位的部分業權。陸律師續表示，過去美華一直依賴父親供養，因此除了房子之外，她可以向法庭申請從父親的其他遺產中取出部分款項，以繼續接受資助。這一情況為美華在這起事件中出現轉機。
此外，他指爸爸的遺囑有兩位見證人，較難推翻，追討業權較容易：「因為她有四成業權，所以誰都不能隨便把她從家裏攆走，她理應擁有平靜的享用權。假如被褫奪，她就可以向相關人士追討賠償，至於賠償多少，要視乎受影響人士損失什麼，舉例來說，例如露宿街頭的日子越長或者不讓她進入單位的日子越長，她的損失就越大。」

### 傳媒

#### 香港01
香港01舉辦「2021年10大香港熱話回顧」，由記者選出2021年的10大香港熱話，讓讀者重溫該年發生什麼瘋傳大事。聾女美華事件由《東張西望》播出第1集已經引起全城關注，結果則排行第二。該傳媒選出這事件為《東張西望》2021年五大轟動報道，亦指《東張西望》的報道甚有影響力。

#### myTV SUPER
無綫電視的串流平台myTV SUPER在2021年收集數據，顯示《東張西望》節目中，最多人點擊重溫的集數都是關於聾女美華的故事。前五名的集數依照點擊數的順序排列，分別是「啞女失家園最終回」、「啞女失家園全城關注」、「啞女失家園求公道」、「啞女失家園戲劇性新發展」和「啞女失家園」。

## 聾人機構跟進事件
聾人機構「龍耳」的創辦人兼手語翻譯員邵日贊一直關注事件。他目前正在向美華提供支援，包括手語翻譯服務、每日跟進探訪、陪同她出席律師事務所會議以及提供情緒輔導。
根據「龍耳」在社交平台上的消息，該機構已向立法會議員鄭泳舜尋求幫助，並已獲派一個靠近原居住地的公屋。
由於美華突然在另一機構「香港聾人福利促進會」的陪同下簽署一份社會福利署的法律援助申請文件，內容講述交由社會福利署處理她追討物業權益之法律援助申請同意書。據報導，美華在不熟悉法律程序並且不了解文件內容的情況下簽署該文件。然而，法律援助的審批和處理時間往往很長。在《東張西望》節目中，陸偉雄大律師表示，由於美華已簽署同意書，邵日贊、龍耳的律師團隊和其他善心人士無法提供法律支援，因此美華能否成功追回物業權益仍然未知。
《東張西望》的主持人就這起事件向「香港聾人福利促進會」進行查詢。根據節目的報導，該機構表示這起事件已經轉交給社會福利署的社工負責全面跟進，而其他問題則因涉及美華的個人私隱而拒絕回答。節目交代這起事件已由社會福利署的社工進行跟進。然而，一些網民看完後認為這起事件可能只會無法得到解決，他們認為社會福利署可能會拖延處理，以致美華無法成功追回物業權益，認為公義仍無法得到伸張。
邵日贊表示，美華的個案已由社會福利署進行跟進，並統籌和協調各界的援助。他們還幫助美華透過「體恤安置」計劃向房屋署申請公屋，現在她已獲得一個位於同區的公屋單位。邵日贊還指出，在事件初期，美華面臨著嚴重的情緒問題，但得到各界的幫助並為她爭取公義，她的情緒現在已經平復。
最近，美華每天都去龍耳（白田）聾人及弱聽綜合服務中心參加手工藝心靈治療活動。她能夠製作出各種蛋糕、幸運星和紙鶴，而且完全不需要看製作圖。據邵日贊表示，美華通過這種方式表達對已故母親的思念和愛意。他提到，美華以前經常親手製作精美的手工作品送給媽媽，這也讓她的媽媽獲得「模範母親」的稱號。手語翻譯主任馬芬燕表示，以前美華經常獨自行動，不喜歡與人交談，並且經常皺眉頭。但現在她面帶微笑，在這裏結識新朋友，也願意嘗試不同的事物。
這一事件引起人們對聾人所面臨困難的關注。邵日贊希望公眾能更多地了解弱聽和聾人的世界，並且強調耐心的重要性，不要忽視他們的感受，從而實現社會更共融。

## 美華入稟高院
據《東張西望》報道，美華在「龍耳」創辦人邵日贊陪同下，和法援及律師會面，並透過律師入稟高等法院控告阿娟。美華指當年曾支付10萬元，贊助父親陳國購入當時售價為26萬多元的單位，希望按比例向法庭申索單位38.28%的業權，亦希望法庭委任她或其他人，與現時為陳國唯一遺產執行人的阿娟，成為陳國遺產的共同執行人。美華希望法庭頒令禁制阿娟作出任何阻止美華居於單位的權利，裁定阿娟只是為美華托管單位，而美華亦應實得38.28%的業權，以及有關賠償等。
入稟狀資料顯示，原告為陳美華，被告為死者陳國的唯一遺產執行人蕭榮娟。原告陳美華是死者陳國的親生女兒，陳美華為聾人，原與父親陳國二人一同居住在李鄭屋邨第5座禮讓樓2109室。被告蕭榮娟則是禮讓樓的保安員之一，與陳國沒有任何關係。

## 美華獲編配公屋
根據《東張西望》報導，美華被分配到同區的一個公屋單位。在該節目的團隊和「龍耳」創辦人邵日贊以及一些義工的陪同下，她回到李鄭屋邨的住所收拾物品並整理新居。在整理物品後，美華透過手語傳譯表示：「現在這裡已經不一樣，我喜歡爸爸媽媽的家，因為那是他們買的，現在被阿娟裝修得面目全非，所以我不喜歡。」她還表示：「這裡是我的家，我要拿回我的家，應該讓阿娟離開才對。我要把我的家拿回來。」
美華獲得的新居是一個單人單位，節目組為她添置家具作為入伙禮物。美華只帶少量必需品去新居，她表示：「這裡只是臨時住所，我很想盡快搬回原來的家，所以只需要放一些少量的物品就可以。我對以前的家比較思念，因為那是爸爸媽媽送給我的家。」

## 美華反被阿娟追討賠償
根據《東張西望》的報導，美華已經向法院提出訴訟，希望追回她的業權。同時，有消息指阿娟也考慮打官司，以追討美華導致她失去工作的損害。美華得到聾人機構「龍耳」的創辦人邵日贊的幫助，該機構致力於協助聾人爭取權益。然而，邵日贊表示，對方不同意美華的訴訟，並提出反駁意見，因此目前官司仍在等待排期。

## 亡父骨灰去向不明
「聾女美華事件」曝光後，美華得到分配公屋的機會，生活得到一定的改善。然而，她仍然心裡有一些未解的痛苦。除了要與阿娟對簿公堂，爭取李鄭屋邨的公屋業權，她還需要四處尋找她父親的骨灰。美華的父親在2017年底去世，但到現在為止，他的骨灰下落不明。

## 希靈呼籲支持「龍耳」
林希靈在2022年5月離開無綫電視後，她在Instagram上發布一篇帖子，其中上傳她和美華的合照。在此次拜訪中，她在聾人機構「龍耳」的職員陪同下，再次探望美華。
在分別時，她與美華約定，下次見面時將參觀美華的新居。

## 外部連結
- 【社會熱點】| 有家歸不得，聾啞女美華被女保安逐出自家門（上） （页面存档备份，存于）
- 【社會熱點】| 有家歸不得，聾啞女美華被女保安逐出自家門（中） （页面存档备份，存于）
- 【社會熱點】| 有家歸不得，聾啞女美華被女保安逐出自家門（下） （页面存档备份，存于）
- 無綫香港新聞TVB News 聾啞人士陳美華被拒居先父公屋單位 入稟申索業權及向女保安索償 （页面存档备份，存于）
- 東張西望｜繼續同大家緊貼民生議題，邊單新聞觀眾最有印象？ （页面存档备份，存于）
- 東張西望｜跟進聾啞女美華生活近況，自上次報道後有何改善？ （页面存档备份，存于）